# Grotte di Castelcivita
Le grotte di Castelcivita sono un complesso di cavità carsiche sulla sponda destra del fiume Calore a trecento metri circa dal Ponte Paestum nel comune campano di Castelcivita in provincia di Salerno. Sono particolarmente ricche di stalattiti e stalagmiti dalle più disparate forme. Si estendono per svariati chilometri nel massiccio degli Alburni principalmente nei comuni di Castelcivita e Controne. Le grotte sono aperte ai visitatori tutti i giorni.

## Storia
Sono conosciute anche come "grotte di Spartaco" per via della leggenda secondo la quale il gladiatore vi si rifugiò dopo essere stato sconfitto in battaglia dall'esercito romano.

### La scoperta
La prima esplorazione documentata in epoca moderna delle grotte avvenne il 7 febbraio 1889. Questa fu condotta da due giovani fratelli di Controne, Giovanni e Francesco Ferrara, di rispettivamente anni 14 e 16. I due fratelli portarono con loro due lucerne ad olio e alcuni fiammiferi in modo da potersi orientare nelle cavità che già a partire da pochi metri dall’ingresso erano immerse in un buio totale. Dopo un'esplorazione di circa 300 metri i due fratelli rimasero intrappolati in una zona della grotta pregna di guano di pipistrello e anidride carbonica.
La carenza di ossigeno rese la combustione dell’olio delle lucerne impossibile, lasciando i due giovani all’oscurità e senza alcun orientamento. Fu solo dopo 6 giorni che i primi soccorsi riuscirono a localizzare i due fratelli che, in assenza di cibo e di acqua, versavano in gravi condizioni di salute. Giovanni fu il primo ad essere estratto vivo il 13 febbraio. Il giorno dopo venne ritrovato vivo anche Francesco che però morì durante il trasporto verso la sua abitazione. 
Di questi fatti resta il resoconto fatto da Giovanni con un manoscritto.

### Il continuo delle esplorazioni
Dopo il tragico evento non fu condotta nessun'altra esplorazione per circa 40 anni.
Fu solo nel 1920 che un farmacista di Castelcivita di nome Nicola Zonzi tornò nelle grotte per un'esplorazione preliminare. Fu poi a seguito del suo rapporto che negli anni '20 e '30 del XX secolo le grotte furono mappate in modo sistematico dagli speleologi. In quegli stessi anni le grotte accolsero i loro primi visitatori: motivo per cui venne allargato e adattato l'ingresso principale.
Nelle grotte sono stati rinvenute tracce di occupazione da parte dell'uomo di Neandertal. A questa frequentazione è riferito il ritrovamento di un pestello per macinare i cereali, che è stato datato a circa 40.000 anni a.C. (coevo a quello ritrovato nelle Grotte dei Balzi Rossi in Liguria) ovvero circa 30.000 anni prima del periodo in cui si pensa l'Homo Sapiens abbia iniziato a praticare l'agricoltura.
A seguito di questi rinvenimenti, avvenuti nel 1972, campagne archeologiche di scavo sono state condotte da Paolo Gambassini dell’Università di Siena dal 1975 al 1988 e in seguito riprese nel 2016, in collaborazione con la Soprintendenza Archeologia della Campania.
Significativo anche il ritrovamento di resti di cavedani, trote e anguille, che hanno ampliato la conoscenza delle loro abitudini alimentari.